# Nørre Onsild Sogn
Nørre Onsild Sogn er et sogn i Hobro-Mariager Provsti (Århus Stift).
I 1800-tallet var Nørre Onsild Sogn anneks til Sønder Onsild Sogn. Begge sogne hørte til Onsild Herred i Randers Amt. Sønder Onsild-Nørre Onsild sognekommune blev ved kommunalreformen i 1970 indlemmet i Hobro Kommune, som ved strukturreformen i 2007 indgik i Mariagerfjord Kommune.
I Nørre Onsild Sogn ligger Nørre Onsild Kirke.
I sognet findes følgende autoriserede stednavne:
- Lokeshede (areal, bebyggelse)
- Mikkelborg (bebyggelse)
- Nørre Onsild (bebyggelse, ejerlav)
- Veggedal (bebyggelse)